# Roc Nation
Roc Nation — американская компания, основанная рэпером Jay-Z в 2008 году. Компания имеет офисы в Нью-Йорке, Лондоне и Лос-Анджелесе. Это полноценный развлекательный сервис: музыка, кино, телевизионное производство, универсальная и производственная концертная компания, а также музыкальное издательство. Компания является домом для различных артистов, музыкантов и звукозаписывающих производителей, таких как Big Sean, Рианна, Мэрайя Кэри, Канье Уэст, DJ Khaled, T.I., Рита Ора и многих других.

## История
В апреле 2008 года Live Nation (американская компания развлечений) и Jay-Z объединяются для создания Roc Nation. В июне 2009 года Roc Nation подписал 4-х летний контракт с Sony Music. В 2012 году колумбийская певица Шакира подписала контракт с Roc Nation на производство 3 альбомов (первый из которых был опубликован в 2013 году), а также на два мировых турне, сопродюсером является Live Nation. В апреле 2013 года Roc Nation подписала контракт с Universal Music Group. Оставляя за собой право выпускать новые альбомы Jay-Z и всех участников Roc Nation.